# Huguette Bourgeois
Pour les articles homonymes, voir Bourgeois.
Huguette Bourgeois est une poétesse acadienne née en 1949 à Rogersville, au Nouveau-Brunswick (Canada).

## Biographie
Huguette Bourgeois naît le 28 juin 1949 à Rogersville, au Nouveau-Brunswick, et grandit à Saint-Louis-de-Kent,. Elle s'inscrit à l'Université de Moncton, où elle obtient successivement un baccalauréat en littérature française, un autre en pédagogie et finalement une maîtrise en littérature française. Elle part en Colombie-Britannique, où elle enseigne le français durant plusieurs années. Elle est ensuite propriétaire d'une entreprise de services linguistique au même endroit. Elle revient au Nouveau-Brunswick, où elle est embauchée comme conseillère pédagogique au campus de Shippagan de l'Université de Moncton. Elle devient coordonnatrice des services linguistiques de l'Université d'Ottawa en 2006, puis professeure à cette même université.
Dans ses poèmes, Huguette Bourgeois recherche la musicalité et l'expression des sentiments,. Au fil du temps, elle tend vers l'essentiel en ce qui a trait au sujet. Elle publie ses premiers poèmes dans la revue littéraire Éloizes au début des années 1980,,. Puis, en 1984, elle fait paraître son premier recueil, Les Rumeurs de l'amour, dans lequel la confrontation entre l'amour et la mort fait naître la tristesse. L'Enfant-fleur (1987) évoque l'enfance, au moyen de courts poèmes faisant apparaître la quotidienneté,. Le recueil remporte le prix France-Acadie. Espaces libres poursuit la quête de simplicité d'Huguette Bourgeois. Ses poèmes figurent dans cinq anthologies de littérature acadienne au fil du temps,,,, ce qui en fait l'une des écrivaines les plus représentées dans les anthologies.

## Œuvres

### Poésie
- Huguette Bourgeois, Les Rumeurs de l'amour, Moncton, NB, Perce-Neige, 1984, 53 p. (ISBN 2920221086)
- Huguette Bourgeois, L'enfant-fleur : poésie, Moncton, NB, Éditions d'Acadie, 1987, 67 p. (ISBN 2760001423)
- Huguette Bourgeois, Espaces libres : poésie, Moncton, NB, Éditions d'Acadie, 1990, 84 p. (ISBN 2760001725)
- Huguette Bourgeois, Je vais zébrer le ciel pour vous, Caraquet, NB, Éditions de la Francophonie, 2021, 96 p. (ISBN 9782896277094)